# Щетинское
Щетинское — село в Череповецком районе Вологодской области.
Входит в состав Мяксинского сельского поселения (c 1 января 2006 по 30 мая 2013 года было центром Щетинского сельского поселения), с точки зрения административно-территориального деления — центр Щетинского сельсовета.
Расстояние до районного центра Череповца по автодороге — 45 км, до центра муниципального образования Мяксы по прямой — 10 км. Ближайшие населённые пункты — Павлоково, Григорьевское, Дорофеево.
По переписи 2002 года население — 246 человек (117 мужчин, 129 женщин). Преобладающая национальность — русские (95 %).